# Spanisch-Sahara

Spanisch-Sahara  (spanisch Sahara Español) war die Bezeichnung für eine spanische Kolonie in Nordwest-Afrika, die zwischen 1884 und 1975 bestand. Von 1958 bis zum November 1975 war El Aaiún Verwaltungssitz von Spanisch-Sahara.

## Kolonisation
1884 erhielt Spanien das Küstengebiet der heutigen Westsahara auf der Kongokonferenz in Berlin zugesprochen und begann mit der Errichtung einer Handelsstation, der Stadt Villa Cisneros, dem späteren Ad-Dakhla, auf einer Halbinsel im Südteil der heutigen Westsahara, der zur Kolonie Río de Oro erklärt wurde. In den Jahren danach wurden weitere kleine Handelsniederlassungen gegründet und bei Notwendigkeit zu militärischen Stützpunkten ausgebaut.
Im Sommer 1886 führte die Spanische Gesellschaft für kommerzielle Geografie (Sociedad Española de Geografía Comercial) zwei von der Regierung Spaniens unterstützte Expeditionen in die Westsahara durch, eine an die Küste zwischen Kap Juby und Kap Bojador, die andere in das Gebiet zwischen Kap Bojador und Kap Blanco. Die Teilnehmer machten topographische und astronomische Beobachtungen in einem Land, dessen Gegebenheiten europäischen Geografen kaum bekannt waren. Die Reisen gelten als die ersten wissenschaftlichen Expeditionen in diesem Teil der Sahara. Ein spezielles Ziel dieser Expeditionen war es, Verträge mit den Bewohnern der Region zu schließen, welche die internationale Anerkennung der spanischen Rechte in der Westsahara bewirken sollten. Zwar hatte die spanische Regierung die Expedition gefördert, doch verweigerte sie die offizielle Veröffentlichung der
Verträge. Ein spanisch-französisches Abkommen vom 27. November 1912 legte die seit 1902 mehrfach geänderten Grenzen des nördlichen Gebiets Saguia el Hamra fest.

## Kolonie Spanisch-Sahara

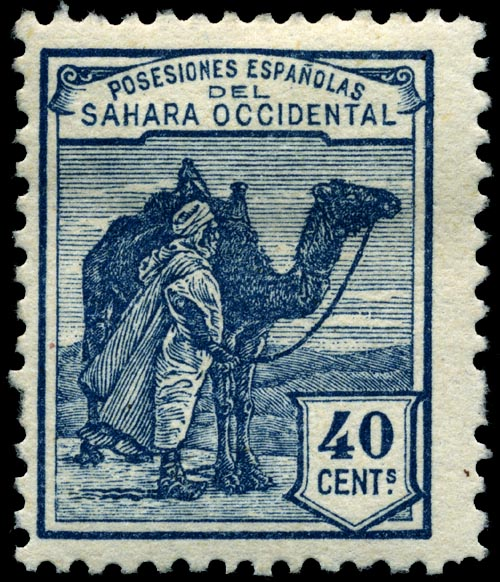
Briefmarke der Kolonie

Spanisch-Sahara (Sahara español) wurde 1924 aus dem im Süden gelegenen Gebiet Río de Oro und dem nördlichen Saguia el Hamra geschaffen. Nicht zu Spanisch-Sahara gehörte Spanisch-Marokko, das als Protektorat separat verwaltet wurde und auch den an Spanisch-Sahara grenzenden Kap-Juby-Streifen umfasste.
Seit 1884 war Spanien auf den energischen Widerstand der indigenen Sahrauis-Stämme getroffen. 1904 begann ein Aufstand, der von dem mächtigen Marabout Scheich Mā al-ʿAinin angeführt wurde. Ausgangspunkt war die von Mā al-ʿAinin um 1900 gegründete Stadt Smara, die sich zum religiösen, politischen und ökonomischen Zentrum der Region entwickelt hatte. Der Aufstand konnte erst 1910 mit Hilfe französischer Truppen niedergeschlagen werden. Es folgte eine Welle von Aufständen unter Mā al-ʿAinin Söhnen, Enkeln und anderen Führern. Erst 1934 kam auch das Landesinnere durch die Eroberung von Smara unter die Kontrolle der spanischen Kolonialmacht.

## Spanisch-Westafrika
Das Territorium der Kolonie Spanisch-Sahara wurde im Juni 1946 mit Ifni zu Spanisch-Westafrika (África Occidental Española) zusammengelegt. Seit 1934 war Sidi Ifni der Sitz des Generalgouverneurs von Spanisch-Sahara.
Seit seiner Entlassung in die Unabhängigkeit im Jahre 1956 erhob Marokko Anspruch auf Spanisch-Sahara als Teil seines vorkolonialen Herrschaftsgebietes. 1957 gelang es der marokkanischen Befreiungsarmee im Ifni-Krieg die Kontrolle über den größten Teil des Gebietes Ifni zu erlangen. Die Spanier waren nur mit Unterstützung der Franzosen in der Lage, die Kontrolle mit einer Strategie von Vergeltungsmaßnahmen gegenüber dem Landesinnern, der zwangsweisen Ansiedlung vieler zuvor nomadisierender Beduinen und der Beschleunigung der Urbanisierung wiederzugewinnen. Erst im Februar 1958 gelang es den Spaniern und der Französischen Legion, während der sogenannten Ouragan-Offensive, den militärischen Widerstand zu brechen. Am 2. April 1958 unterzeichneten die Regierungen von Spanien und Marokko das Abkommen von Angra de Cintra. Marokko erhielt die Region von Tarfaya (Kap-Juby-Kolonie) zwischen dem Fluss Draa und dem 27° 40' Breitengrad zugesprochen, Spanien behielt Ifni und Spanisch-Westafrika.

## Überseeprovinz Spanisch-Sahara

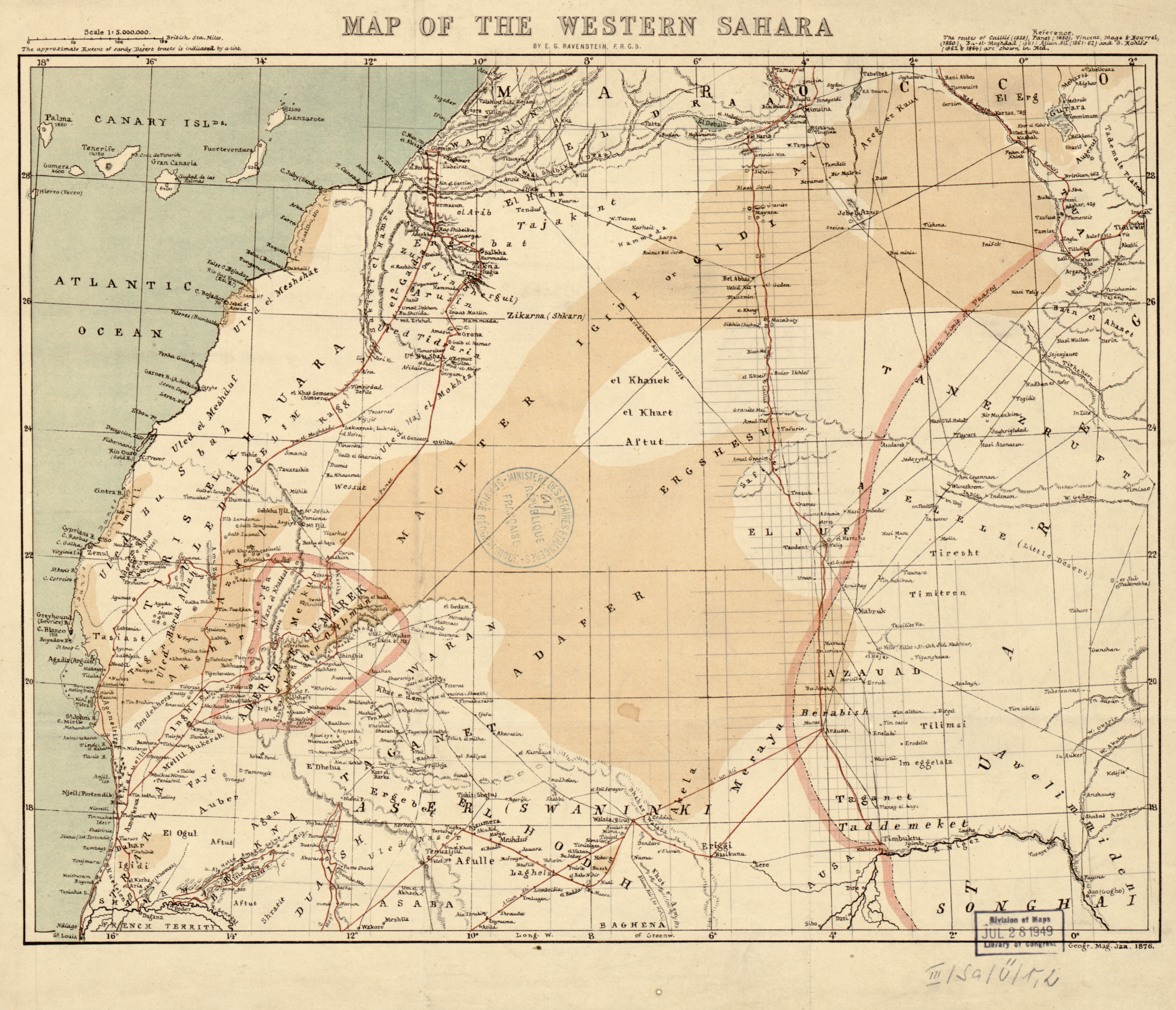
Karte des Gebiets aus vorkolonialer Zeit (1876)

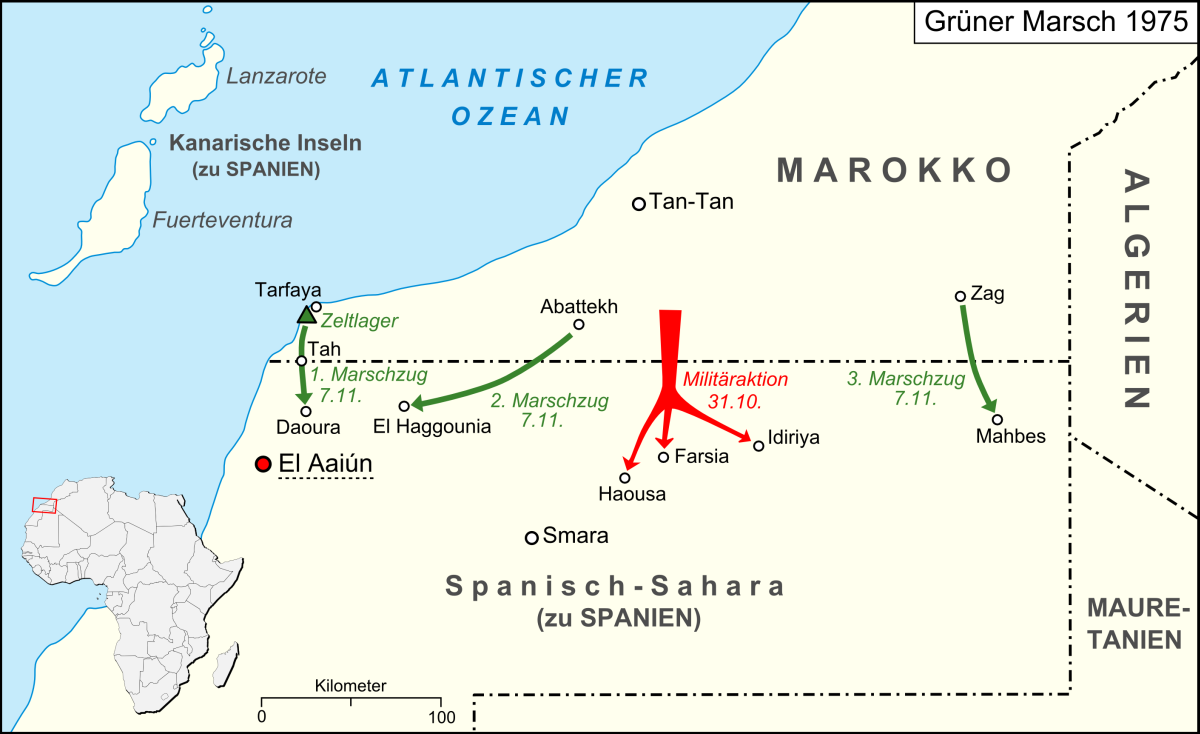
Aktionen im Rahmen des Grünen Marsches im Oktober/November 1975

Am 10. Januar 1958 wurden Río de Oro und Saguia el Hamra zum direkten spanischen Hoheitsgebiet unter dem Namen: „Überseeprovinz Spanisch-Sahara“ (Provincia Española del Sáhara) erklärt. In den 1960er Jahren begann im sogenannten „nützlichen Dreieck“ bei Bou Craa die Erschließung der weltgrößten Lagerstätte von Phosphat.
Die Nomaden der Sahrauis hatten sich in den 1960er Jahren in der Westsahara
niedergelassen.
1963 setzten die Vereinten Nationen das Gebiet auf die Liste der zu entkolonialisierenden Länder. Im Jahr 1967 wurde die spanische Kolonialmacht mit einer friedlichen Protestbewegung, der Harakat Tahrir konfrontiert, die das Ende der Besatzung verlangte. 1969 musste Spanien Ifni unter internationalem Druck an Marokko abtreten.
Nach der gewaltsamen Unterdrückung der Freiheitsdemonstration im Zemla-Quartier von El Aaiún am
17. Juni 1970 kehrte die westsaharische befreiungsnationalistische Bewegung mit der Gründung der Frente Polisario im Jahr 1973 zu ihren militanten Wurzeln zurück. Die Guerilla-Armee der Polisario wuchs rasch, bereits im Frühjahr 1975 hatte Spanien die Kontrolle über seine Kolonie verloren. Ein Versuch, die Polisario durch die Schaffung eines politischen Rivalen, der „Partei der nationalen sahrauischen Vereinigung“ (Partido Unión Nacional de Saharaui), zu schwächen, hatte wenig Erfolg.
Unmittelbar vor dem Tod des spanischen Diktators Francisco Franco im Winter 1975 wurde Spanien mit einer intensiven Kampagne territorialer Forderungen aus Marokko, und in geringerem Umfang aus Mauretanien, konfrontiert, die ihren Höhepunkt mit dem Grünen Marsch erreichte. Spanien zog seine Streitkräfte und Siedler aus dem Gebiet nach Aushandlung einer Dreierübereinkunft vom 14. November 1975 mit Marokko und Mauretanien ab, die beide die Kontrolle über verschiedene Teile der Region übernahmen. Am 26. Februar 1976 verließen die letzten spanischen Truppen Spanisch-Sahara.

## Westsahara
Mauretanien verzichtete nach einem erfolglosen Kampf gegen die Polisario auf seinen Anspruch. Marokko besetzte nun auch den südlichen Teil der Westsahara und führte bis zu dem 1991 in Kraft getretenen Waffenstillstand Krieg gegen die von Algerien unterstützte Polisario-Front. Das Gebiet ist nach wie vor umstritten. Die Vereinten Nationen sind der Auffassung, dass die ehemalige Spanisch-Sahara ein nicht-entkolonialisiertes Territorium mit Spanien als der formalen administrativen Macht ist.
James Baker, März 1997 bis Juni 2004 UN-Sonderbeauftragter, schlug eine von der UN-Friedensmission MINURSO überwachte Volksabstimmung über die Unabhängigkeit oder Zugehörigkeit des Gebietes vor. 2008 verliefen erneute Gespräche zwischen Marokko und der Polisario unter UN-Schirmherrschaft ergebnislos. Die Polisario lehnte das marokkanische Angebot einer weitreichenden Autonomie ab. Marokko lehnte ein Referendum mit den drei Optionen Unabhängigkeit, Anschluss an Marokko oder Autonomie kategorisch ab.